# Rodrigo Lima (futebolista)
Rodrigo José Lima dos Santos, mais conhecido como Rodrigo Lima ou simplesmente Lima (Monte Alegre, 11 de maio de 1983), é um ex-futebolista brasileiro que atuava como centroavante. 

## Carreira
Atuou nas divisões de base do Paysandu entre 1996 e 2000, dos 13 aos 17 anos de idade. Jogou sua primeira temporada profissional em Portugal, pelo Vizela e em 2004, voltou ao Brasil. Chegou a fazer parte do elenco campeão do Campeonato Paraense de 2005.
Em 2007, assinou contrato de um ano de empréstimo com o Paraná Clube. Tinha os seus direitos federativos ligados ao clube Astral.
Passou por vários clubes do Brasil, mas foi no Campeonato Paulista de 2008 que obteve maior destaque ao ser o principal jogador do Juventus.
Com o destaque obtido no seu time anterior, Lima chegou ao Santos FC em 25 de abril de 2008 e foi apresentado no clube dia 30. Marcou seu primeiro gol logo na estreia, em 1.º de maio, contra o Cúcuta Deportivo pelas oitavas-de-final da Copa Libertadores. Em 25 partidas, fez só 2 gols pela equipe dirigida por Emerson Leão.
Em 2009, foi anunciado como novo reforço do Avaí Futebol Clube. No mesmo ano após marcar 7 gols em 25 jogos e conquistar o Campeonato Catarinense pelo time de Florianópolis, Lima transferiu-se para o FC Metalist Kharkiv da Ucrânia. Após chegar ao país de seu novo clube e realizar testes, não foi aprovado pelo time e nem chegou a assinar contrato.
Após idas e vindas, Lima assinou sua transferência para o Belenenses. Logo na primeira temporada, 2009/10, foi o artilheiro do time, marcando 12 gols em 32 partidas.
No dia 24 de agosto de 2010, já no seu novo clube Sporting Braga, Lima marcou o primeiro "hat-trick" da sua carreira na Europa contra o Sevilla, na fase de playoffs da Liga dos Campeões da UEFA, numa vitória de 3–4, ajudando o seu clube a vencer por um total agregado de 5–3.
Na temporada 2011-2012, foi o vice-artilheiro do Campeonato Português, empatado com 20 gols com o paraguaio Oscar Cardozo.
Nas duas temporadas no clube – 2010/11 e 2011/12, marcou 40 gols em 98 jogos – e levou a artilharia da equipe nesses dois anos, onde conseguiu colocar o time nas 3ª e 4ª posições, respectivamente, no Campeonato Português, e conduziu o Braga ao vice-campeonato da Liga Europa. Com 8 gols feitos, tornou-se, à época, o jogador do Braga que mais marcou em competições internacionais pelo clube.
Lima foi contratado pelo Benfica em cima do final do mercado de transferências em 2012 (30 de agosto), numa operação que envolveu um custo de 4 milhões de euros mais a cedência do futebolista Michel. Lima estreou-se em jogos oficiais contra a Académica de Coimbra, entrando já no final do jogo e marcando o golo final do empate a duas bolas. Na seguinte jornada, Lima aproveitou a ausência de Cardozo para estrear-se a titular, ajudando a equipa a ganhar o jogo bisando na partida, num resultado final que acabaria por ficar 2–1. Foi considerado o melhor avançado na época 2012–13, quando marcou 30 gols em 49 partidas.
Mais recentemente ganhou o prémio de melhor jogador da Liga em abril pela sua prestação no Benfica-Olhanense que valeu ao Benfica o título de campeão nacional com um bis de Lima. E foi também nomeado o melhor goleador do Benfica esta época após, na época passada ter ficado apenas a um golo de igualar o melhor marcador, Cardozo.
Foi considerado novamente o melhor atacante da época.
Na época 2014–2015, época em que Lima faz parceria na frente de ataque com Jonas, esteve presente até agora em 35 jogos, e também já marcou cerca de doze golos na época transata que ainda não chegou ao fim.
Ao todo, marcou 70 gols em 144 partidas e, em três temporadas, conquistou seis títulos, inclusive uma tríplice coroa na temporada 2013/14, quando faturou a Taça da Liga, Taça de Portugal e a Liga Sagres – em que foi artilheiro, com 21 gols. Em seguida, vieram outros três títulos para o currículo: uma Supertaça Cândido Oliveira, uma Taça da Liga e outra Liga Sagres.
Ao final da temporada 2015, os portugueses o venderam por 7 milhões de euros para o Al Ahli, dos Emirados Árabes.
Logo no primeiro ano, marcou 15 gols até a metade do mês de dezembro, era o vice-artilheiro da Arabian Gulf League e o principal jogador da equipe, quando precisou passar por uma intervenção cirúrgica após lesionar o joelho.
Devido aos salários atrasados no Al Ahli, no final de 2016, Lima rescindiu o seu contrato com o clube árabe e foi fazer tratamento de lesão no CT Joaquim Grava do Corinthians, mas sem qualquer tipo de contrato com o clube.
Em janeiro de 2019, anunciou sua aposentadoria, aos 35 anos.

## Títulos
Paysandu
- Campeonato Paraense: 2005

Avaí
- Campeonato Catarinense: 2009

SL Benfica
- Primeira Liga (2): 2013-14, 2014–15
- Taça de Portugal: 2013–14
- Taça da Liga (2): 2013–14, 2014–15
- Supertaça Cândido de Oliveira: 2014

Al-Ahli
- Campeonato Emiradense: 2015–16
- Supercopa dos Emirados Árabes: 2016